# Sandersiella bathyalis
Sandersiella bathyalis är en kräftdjursart som beskrevs av Robert Raymond Hessler och Sanders 1973. Sandersiella bathyalis ingår i släktet Sandersiella och familjen Hutchinsoniellidae. Inga underarter finns listade i Catalogue of Life.